# Ivan Hribar
Ivan Hribar (19 septembre 1851 – 18 avril 1941) est un banquier, homme politique, diplomate et journaliste austro-hongrois puis yougoslave d'origine slovène. 

## Carrière
Vers le début du XXe siècle, il est l'un des leaders du Parti progressiste national (parti irrédentiste créé en Carniole quand la Slovénie est encore une province de l'empire Austro-Hongrois) et l'une des figures majeures du nationalisme libéral. Entre 1896 et 1910, il est le maire de Ljubljana (aujourd'hui capitale de la Slovénie) et contribue grandement à la reconstruction et la modernisation après le tremblement de terre de 1895 (dont la construction de le Grand Hotel Union).
En 1941, peu après l'invasion de la Yougoslavie par les forces de l'Axe, âgé de 90 ans, il se suicide en se jetant, enveloppé dans le drapeau yougoslave, dans la rivière Ljubljanica pour protester contre l'annexion italienne de Ljubljana.

## Source
- (en) Cet article est partiellement ou en totalité issu de l’article de Wikipédia en anglais intitulé « Ivan Hribar » (voir la liste des auteurs).